# Stinjan
Stinjan (horvátul Štinjan, olaszul Stignano) falu Horvátországban, az Isztriai-félsziget délnyugati részén, a Stinjan-öbölben, 2 km-re északnyugatra Póla városától. A településhez tartozik még három sziget, a Szent Jeromos-sziget, Kozada, és a Szent Katarina-sziget is.

## Történelme
Stinjant először a római időkben említik, a pólai agrárrégió részeként. A Római Birodalom bukása után Stinjan a pólai érsekség része volt, majd a 13. századtól más isztriai városokkal és falvakkal együtt Velence uralma alatt állt. A 15. században szláv törzsek érkeztek ide, akik főleg mezőgazdasággal foglalkoztak. Egy évszázaddal később a város a pestis miatt kihalt, majd a velenceiek ismét szláv telepesekkel népesítették be. A 17. században a török támadásainak hatására a falu ismét elnéptelenedett. A 19. században Stinjan a Habsburg Birodalom, és később az Osztrák–Magyar Monarchia kezére jutott, akik hadközpontot hoztak itt létre. Az első világháború után Olaszország része. Az 1930-as években az olaszok itt hadiállomást hoztak létre, melynek maradványai mai napig láthatóak. A második világháború után Jugoszlávia része, 1991-től pedig Horvátországé.

## Látnivalók
- Szent Margit templom: 20 m magas harangtornyával a 17. században épült. Stinja védőszentjének szentelték. A magasoltáron Szent Cirill és Metód látható.

## Külső hivatkozások
- A pulai régió történelme (angolul)
- Egyetem Pula-Stinjan
- Pula.lap.hu – Linkgyűjtemény
- Stinjan Információk (magyarul, németül és angolul)
- Stinjan Fórum
- Stinjanról (németül)